# Sydsvensk lindborre
Sydsvensk lindborre (Ernoporicus caucasicus) är en skalbaggsart i södra Sverige. Sydsvensk lindborre ingår i släktet Ernoporicus, och familjen vivlar.
Arten föredrar att leva i döda träd, eller döda delar på levande träd, och i svampar. Arten är rödlistad med statusen "nära hotad", till stor del på grund av att de döda grenarna som den lever i ofta rensas bort.